# Mirjam Ott
Mirjam Ott (Bern, 27 januari 1972) is een Zwitsers enkelvoudig wereldkampioen curlingspeelster.

## Carrière
Ott won tweemaal een zilveren Olympische medaille tijdens de Winterspelen in 2002 en in 2006. Hiermee is ze de eerste vrouwelijke curler met twee Olympische medailles. Met haar team won ze in 2008 het Europese kampioenschap curling vrouwen in Zweden. In 2010 eindigde het team slechts op een vierde plek.
Ott en haar team won tijdens het wereldkampioenschap curling vrouwen in 2012 goud, door in de finale af te rekenen met Zweden.

## Palmares
Olympische Winterspelen
- 2002:  Salt Lake City, Verenigde Staten
- 2006:  Turijn, Italië

Wereldkampioenschappen
- 2008:  Vernon, Canada
- 2012:  Lethbridge, Canada

Europese kampioenschappen
- 1996:  Kopenhagen, Denemarken
- 2001:  Vierumäki, Finland
- 2004:  Sofia, Bulgarije
- 2005:  Garmisch-Partenkirchen, Duitsland
- 2006:  Basel, Zwitserland
- 2008:  Örnsköldsvik, Zweden
- 2009:  Aberdeen, Schotland
- 2010:  Champéry, Zwitserland
- 2013:  Stavanger, Noorwegen